# Friedemann Eckert
Friedemann Eckert (* 15. Oktober 1984 in Dresden) ist ein deutscher Schauspieler.

## Leben
Friedemann Eckert wurde in Dresden geboren und war Mitglied im Dresdner Kreuzchor. Sein Abitur machte er am Evangelischen Kreuzgymnasium Dresden. Er studierte Schauspiel an der Hochschule für Musik und Darstellende Kunst Frankfurt am Main.
Sein erstes Gastengagement führte ihn nach dem zweiten Studienjahr 2006 ans Od-theater Basel. In der Regie von Hans-Dieter Jendreyko spielte er Haimon in Antigone von Sophokles. Das Stück wurde in Kooperation mit dem Düsseldorfer Schauspielhaus produziert. Es folgte ein Engagement am Nationaltheater Weimar in Faust. Der Tragödie zweiter Teil in der Regie von Laurent Chetouane. Nach dem Diplom ging er für eine Spielzeit an das Theater Magdeburg, bevor er 2009 mit dem Intendanten Tobias Wellemeyer ans Hans-Otto-Theater Potsdam wechselte.
Wichtige Rollen waren hier u. a. Menuchim in Hiob von Joseph Roth (Regie: Michael Talke), Nicolas in Die schönen Dinge von Virginie Despentes (Regie: Wojtek Klemm), Woodnut in Die Netzwelt von Jennifer Haley (Regie: Alexander Nerlich) und Major von Crampas in Effie Briest von Theodor Fontane (Regie: Christian von Treskow).
Seit 2018 ist er freischaffend tätig und arbeitet u. a. mit dem Regisseur Clemens Bechtel zusammen, unter dem er u. a. am Humboldt Forum im Berliner Schloss in dem Dokumentartheaterstück Das Alte ist nicht mehr. Liebknecht 2018 spielte. Am Theater Lübeck war er in Tintenherz von Cornelia Funke, in Die Schöne und das Biest in der Fassung von Lucy Kirkwood und Katie Mitchell, in Hamlet und in Sickster von Thomas Melle zu sehen. Im Spielfilm Geranien (Regie: Tanja Egen) spielte er den Pfarrer einer kleinen Gemeinde. Der Film mit Friederike Becht in der Hauptrolle feiert seine Premiere auf der 73. Berlinale 2023. Außerdem arbeitet er als Regisseur und entwickelt Theaterprojekte wie ein Live-Hörspiel zu Jugend ohne Gott. Er lebt mit seiner Familie im Ruhrgebiet.